# Ампюс
Ампю́с или Ампю (фр. Ampus) — коммуна на юго-востоке Франции в регионе Прованс — Альпы — Лазурный берег, департамент Вар, округ Драгиньян, кантон Флейоск.
Площадь коммуны — 82,77 км², население — 816 человек (2006) с тенденцией к росту: 931 человек (2012), плотность населения — 11,0 чел/км².

## Население
Население коммуны в 2011 году составляло 927 человек, а в 2012 году — 931 человек.
| 1962 | 1968 | 1975 | 1982 | 1990 | 1999 | 2004 | 2006 | 2009 | 2011 | 2012 |
| ---- | ---- | ---- | ---- | ---- | ---- | ---- | ---- | ---- | ---- | ---- |
| 345  | 389  | 439  | 534  | 622  | 707  | 809  | 816  | 898  | 927  | 931  |

Динамика населения:

## Экономика
В 2010 году из 589 человек трудоспособного возраста (от 15 до 64 лет) 429 были экономически активными, 160 — неактивными (показатель активности 72,8 %, в 1999 году — 70,4 %). Из 429 активных трудоспособных жителей работали 367 человек (203 мужчины и 164 женщины), 62 числились безработными (24 мужчины и 38 женщин). Среди 160 трудоспособных неактивных граждан 39 были учениками либо студентами, 56 — пенсионерами, а ещё 65 — были неактивны в силу других причин.
На протяжении 2010 года в коммуне числилось 425 облагаемых налогом домохозяйств, в которых проживало 921,5 человек. При этом медиана доходов составила 18 297 евро на одного налогоплательщика.

## Фотогалерея

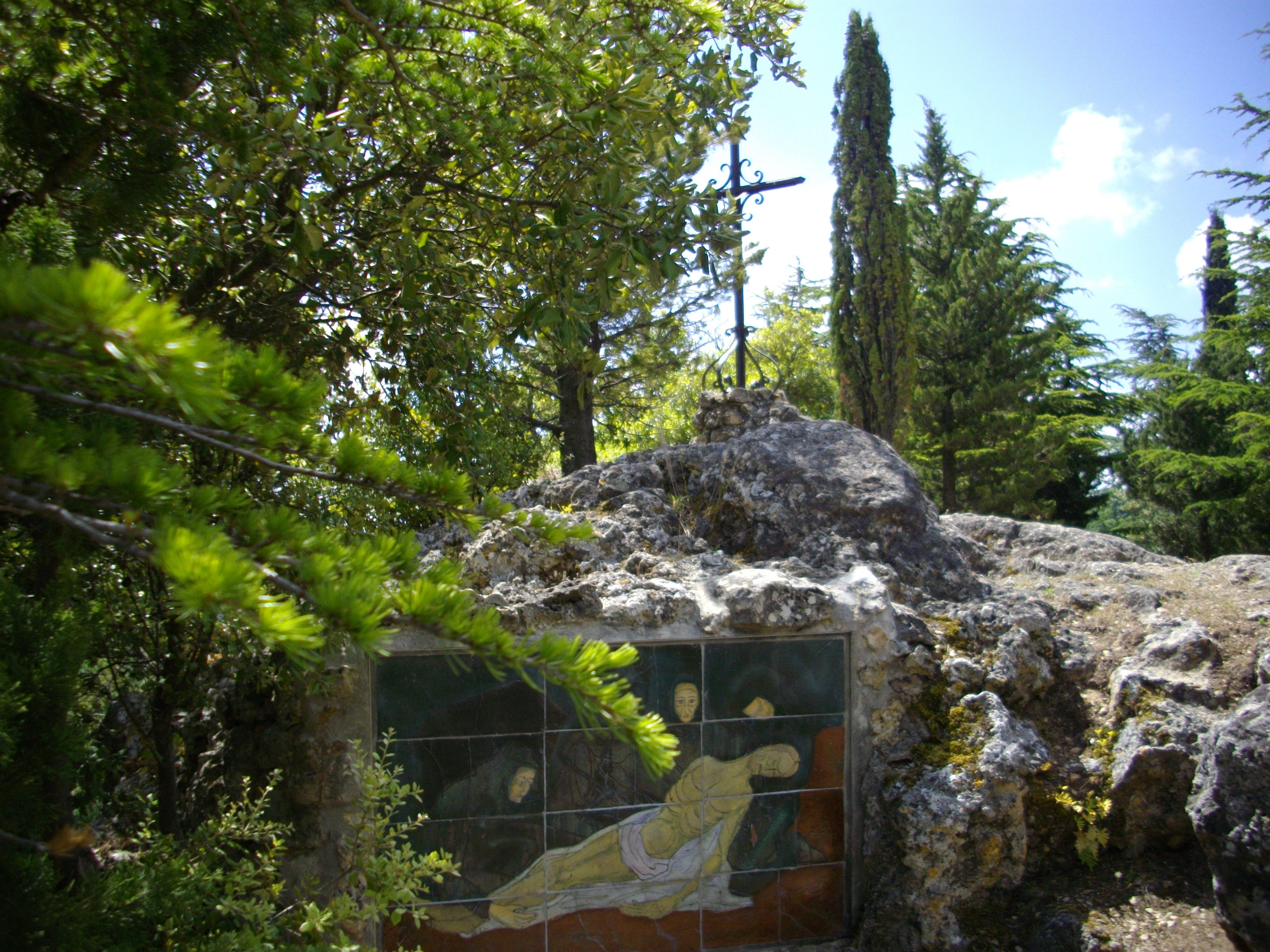
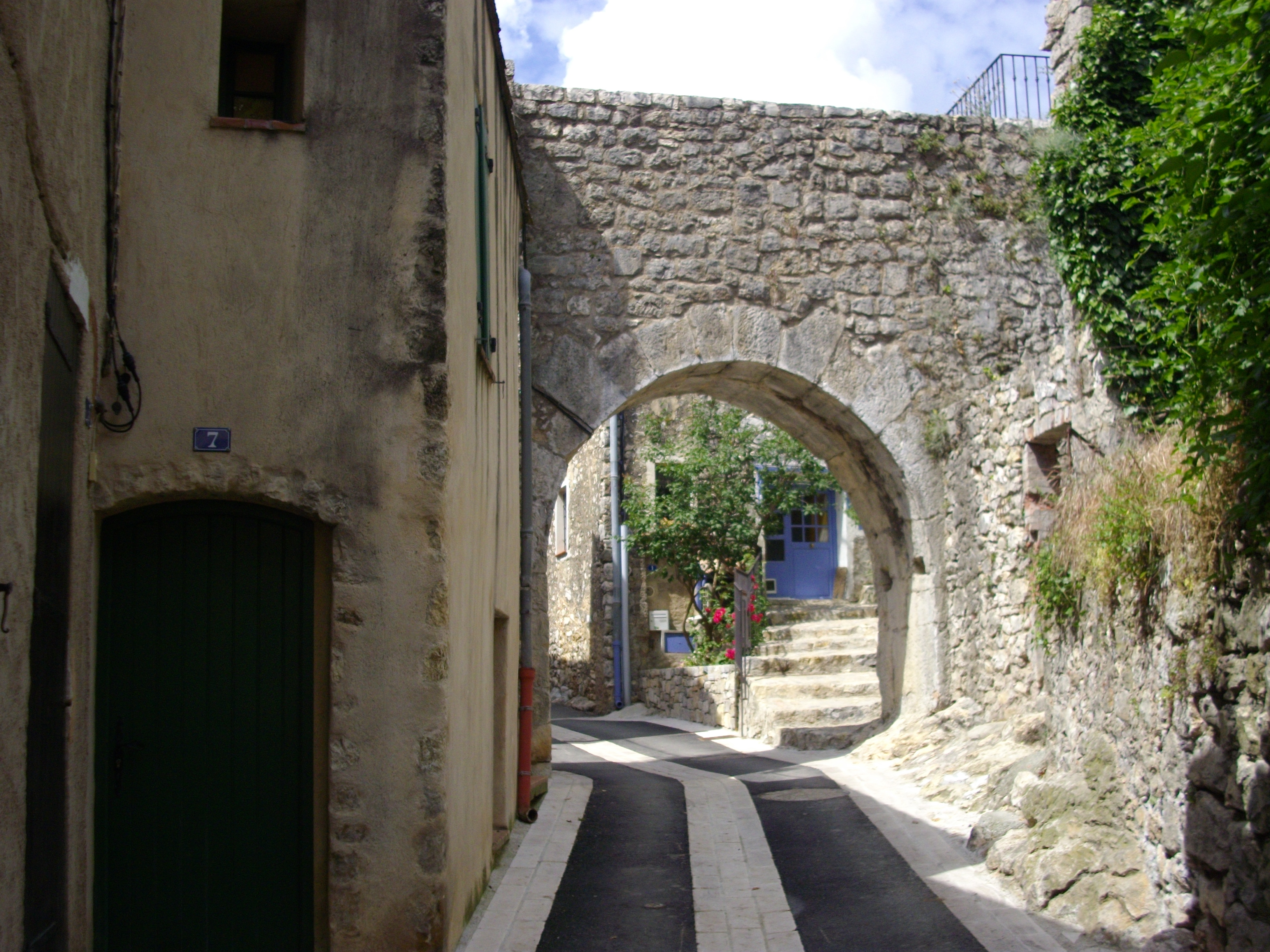
На улицах коммуны
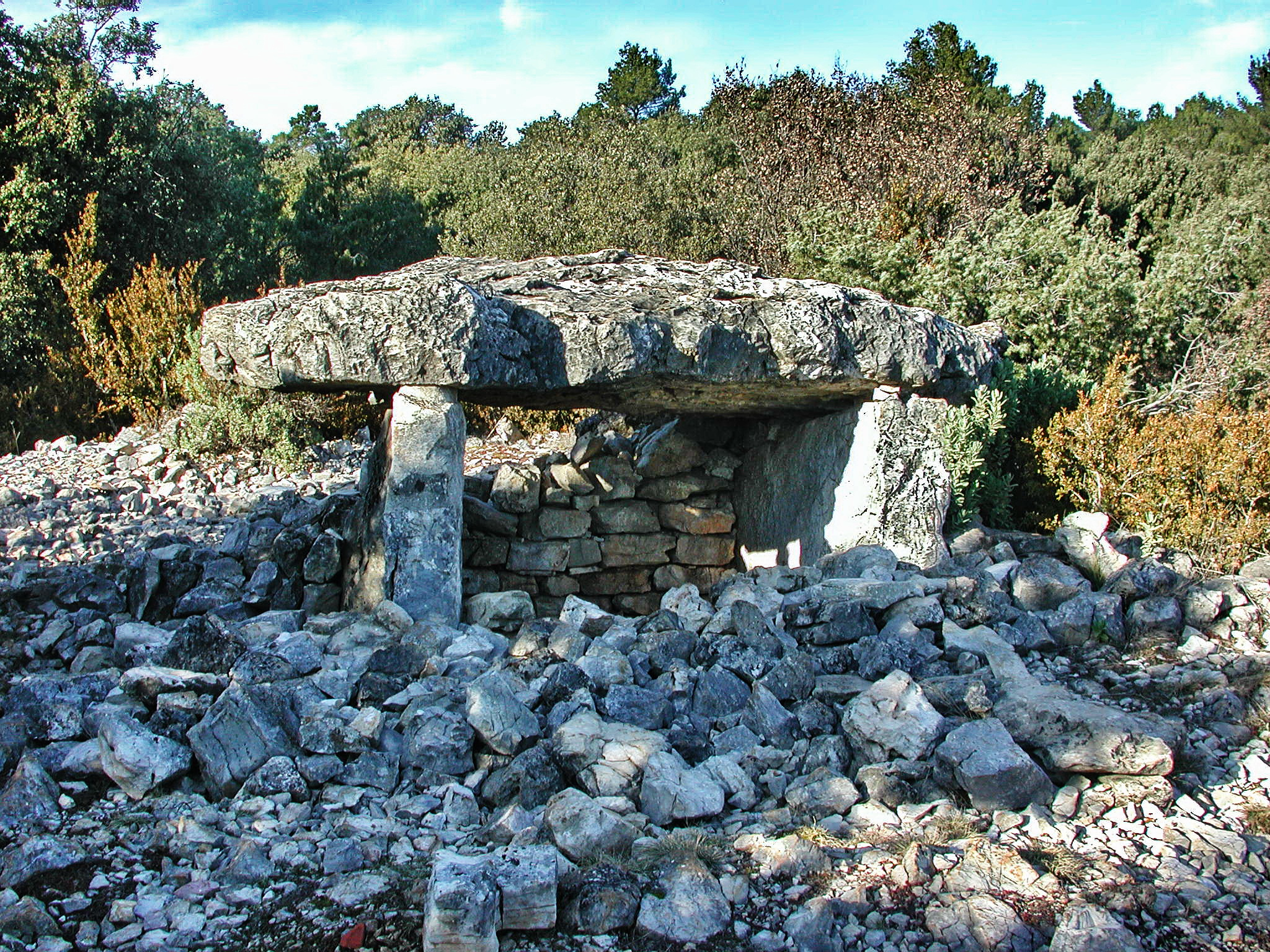
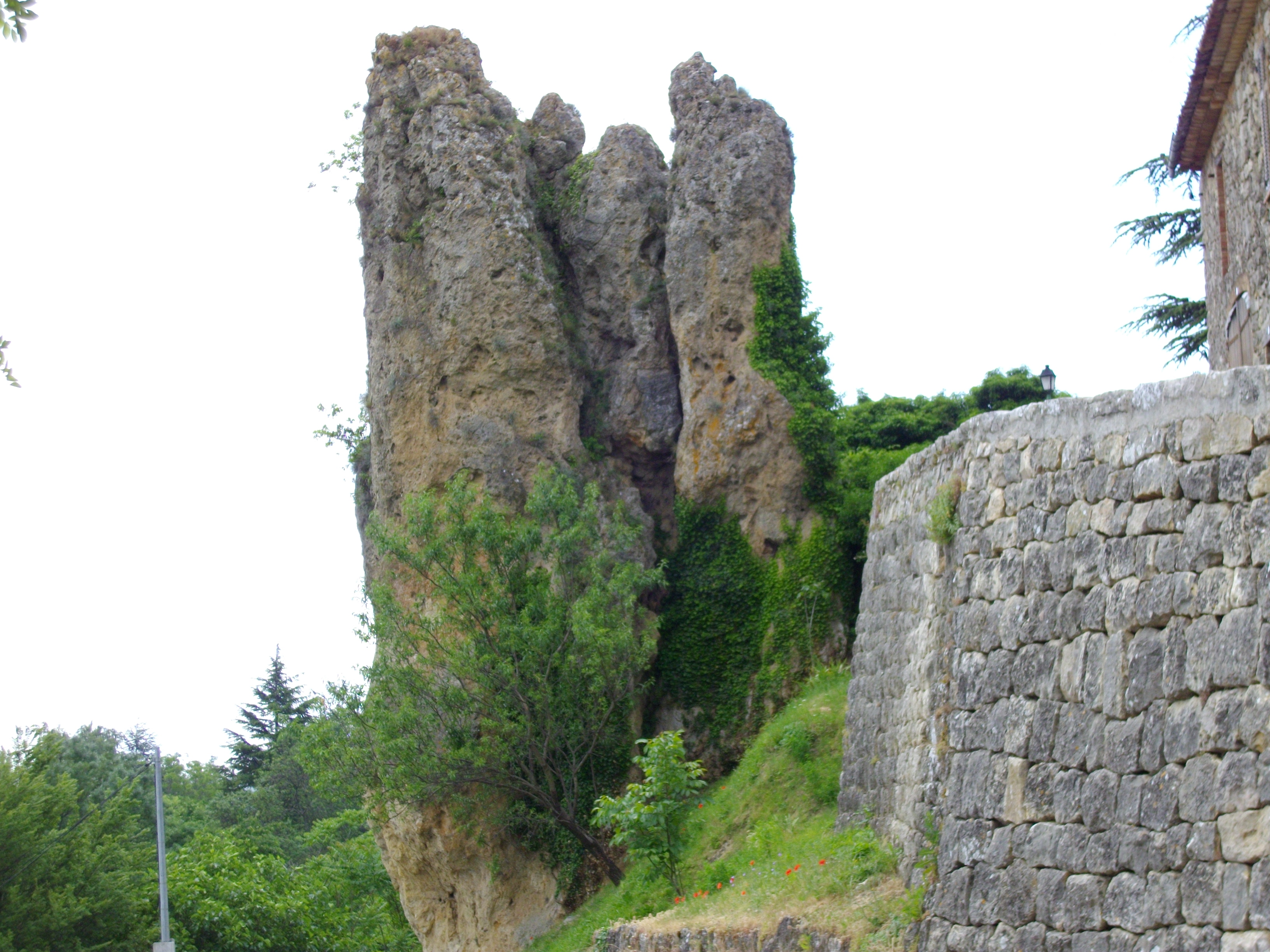
Руины «Roche-Aiguille»
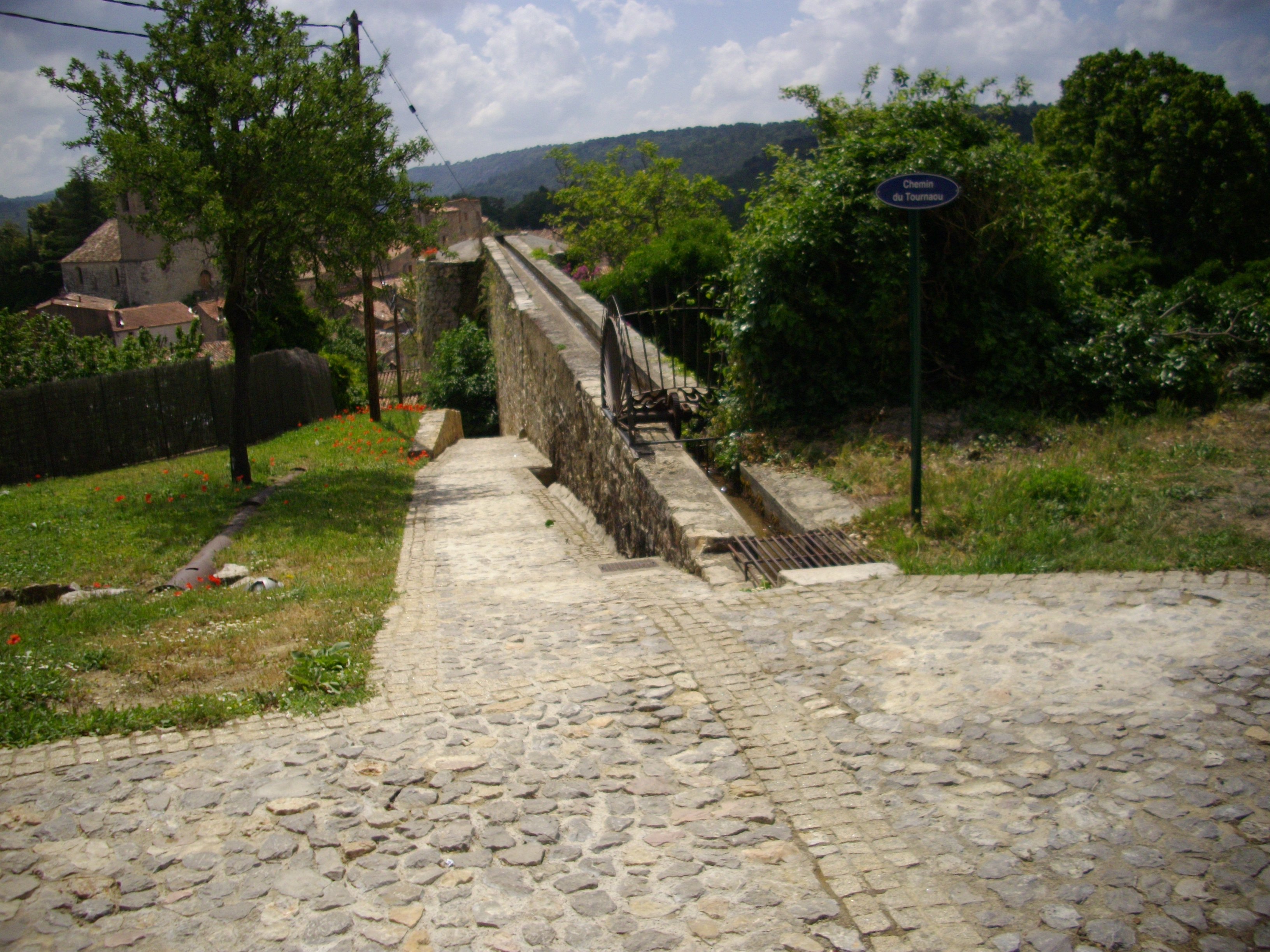
Водопровод